# Theo Schepens
Theo Cosmas Damianus Johannus (Theo) Schepens ( Best, 1961) is een Nederlandse beeldhouwer, tekenaar en fotograaf.

## Leven en werk
Schepens volgde van 1982 tot 1983 een opleiding aan de Koninklijke Academie voor Kunst en Vormgeving in 's-Hertogenbosch en van 1986 tot 1989 aan de Academie voor Kunst en Industrie in Enschede. Van 1989 tot 1991 studeerde hij bij onder anderen Thom Puckey beeldhouwkunst aan de Rijksakademie van beeldende kunsten in Amsterdam. Hij volgde nog aanvullende opleidingen aan de Glassell School of Art in Houston, Texas (1990) en de Delfina Studio in Londen (1993). Van het Amsterdamse Fonds voor Beeldende Kunst kreeg hij tussen 1990 en 1996 start-, werk- en basisbeurzen.
De kunstenaar woont en werkt in Amsterdam en Wierum. Hij was van 1999 tot 2000 gastdocent aan de Rietveldacademie in Amsterdam. In 2010 leverde hij een bijdrage aan het Nederlandse paviljoen tijdens Wereldtentoonstelling Expo 2010 in Shanghai met het beeld Yellow Lady (2009). Schepens creëert zijn, naar een schets gemaakte, sculpturen van uiteenlopende materialen als brons, staal, aluminium, koper en kunststoffen. In zijn cartooneske werken speelt actie en choreografie een belangrijke rol.

## Werken (selectie)
- I'm the Most Intellectual Person (1991), KLM Cargo Luchthaven Schiphol
- Zonder titel (1996), Esdal College in Emmen
- Verkleed kleren (1998), Raadhuisplein in Landsmeer
- Vogel op Tak en Man op Steen (1998), Eduard Douwes Dekkerhuis, Schoenerstraat in Amsterdam-Noord
- Ouders (2000), Eusebiusplein in Arnhem
- Ik sta, Ik ga - 2-delige sculptuur/drinkfontein (2000)[3], Apeldoorn
- Onuitputtelijke voorraden (2001), Overboslaan in Heemstede
- Vliegend hert (2002), rotonde Volendammerweg in Nieuwendam, stadsdeel Amsterdam-Noord
- In het veld (2004), entree van de wijk Morrapark in Drachten
- Eigen kamer (2005/06), Buurtpark Galecopperzoom in Nieuwegein
- Wagen en De Zon (2007/08), Rijnland Ziekenhuis in Leiderdorp
- Jongen met hond (2007/08), Hoofdstraat in Gorredijk
- Leiden en Volgen (2008/09)[4] - gevelsculptuur project Kunst aan huis in Ypenburg, wijk Ypenburg in Den Haag
- Man-Vrouw (2009), Darwinpark in Zaandam

## Fotogalerij

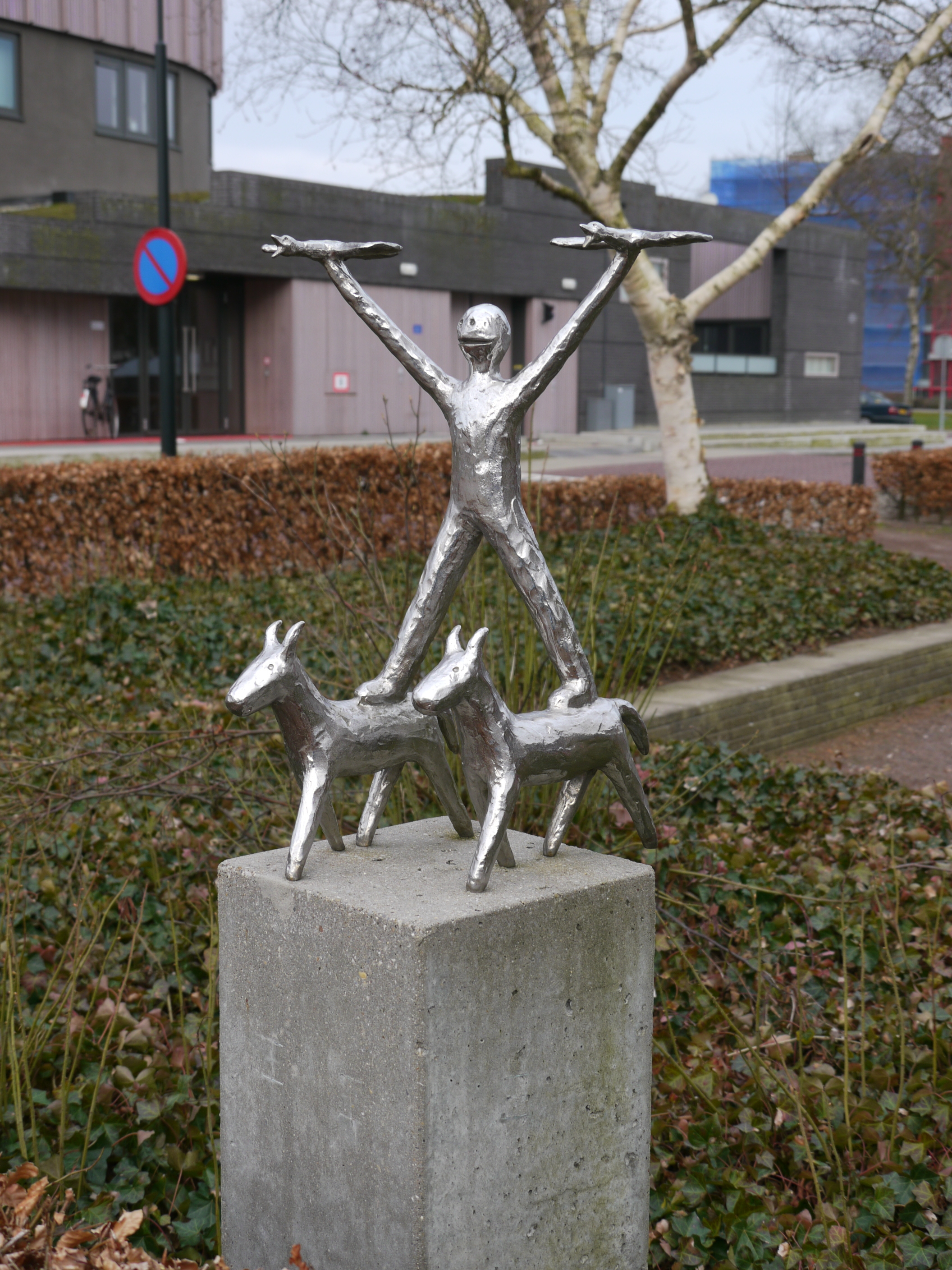
Ik ga in Apeldoorn
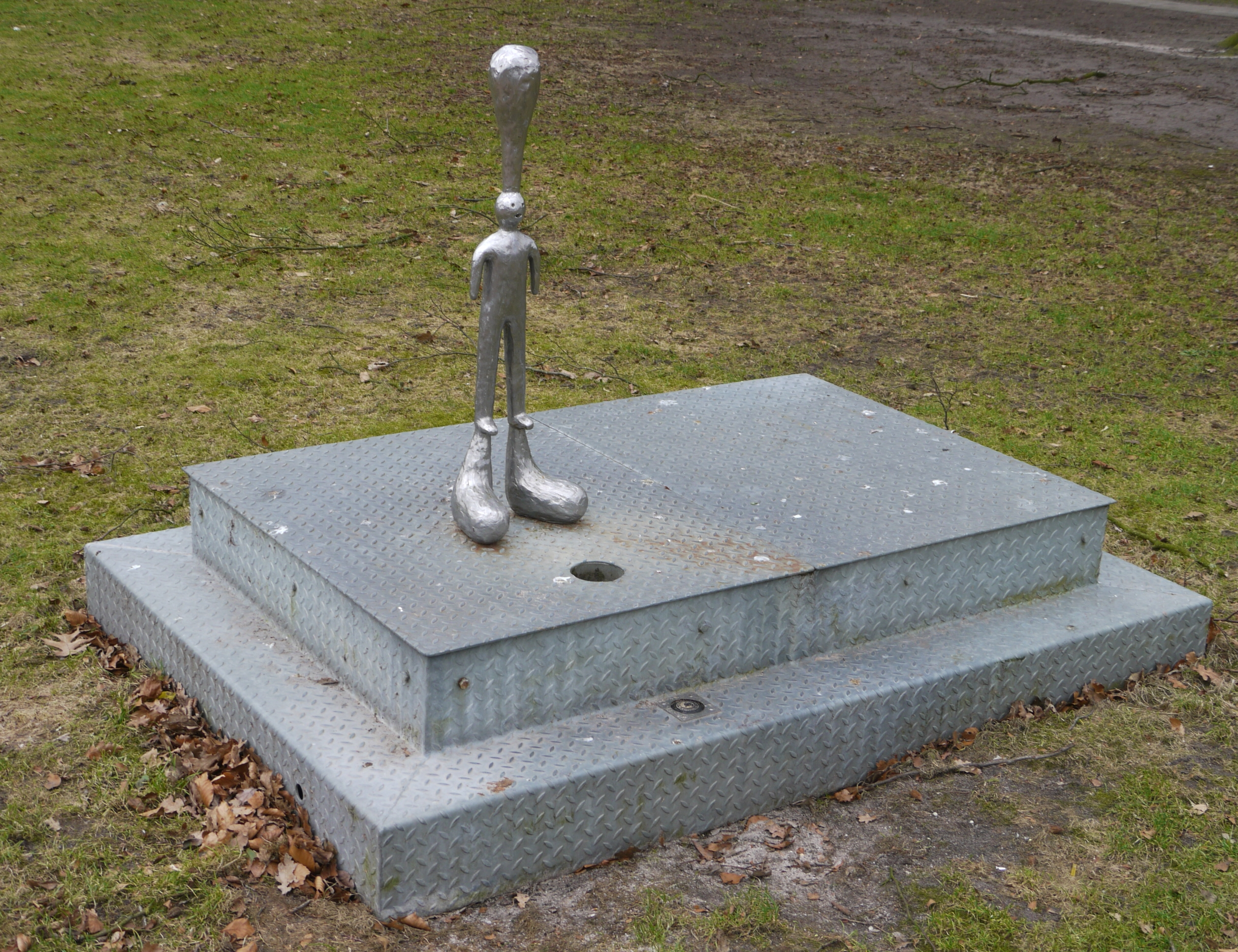
Ik sta in Apeldoorn
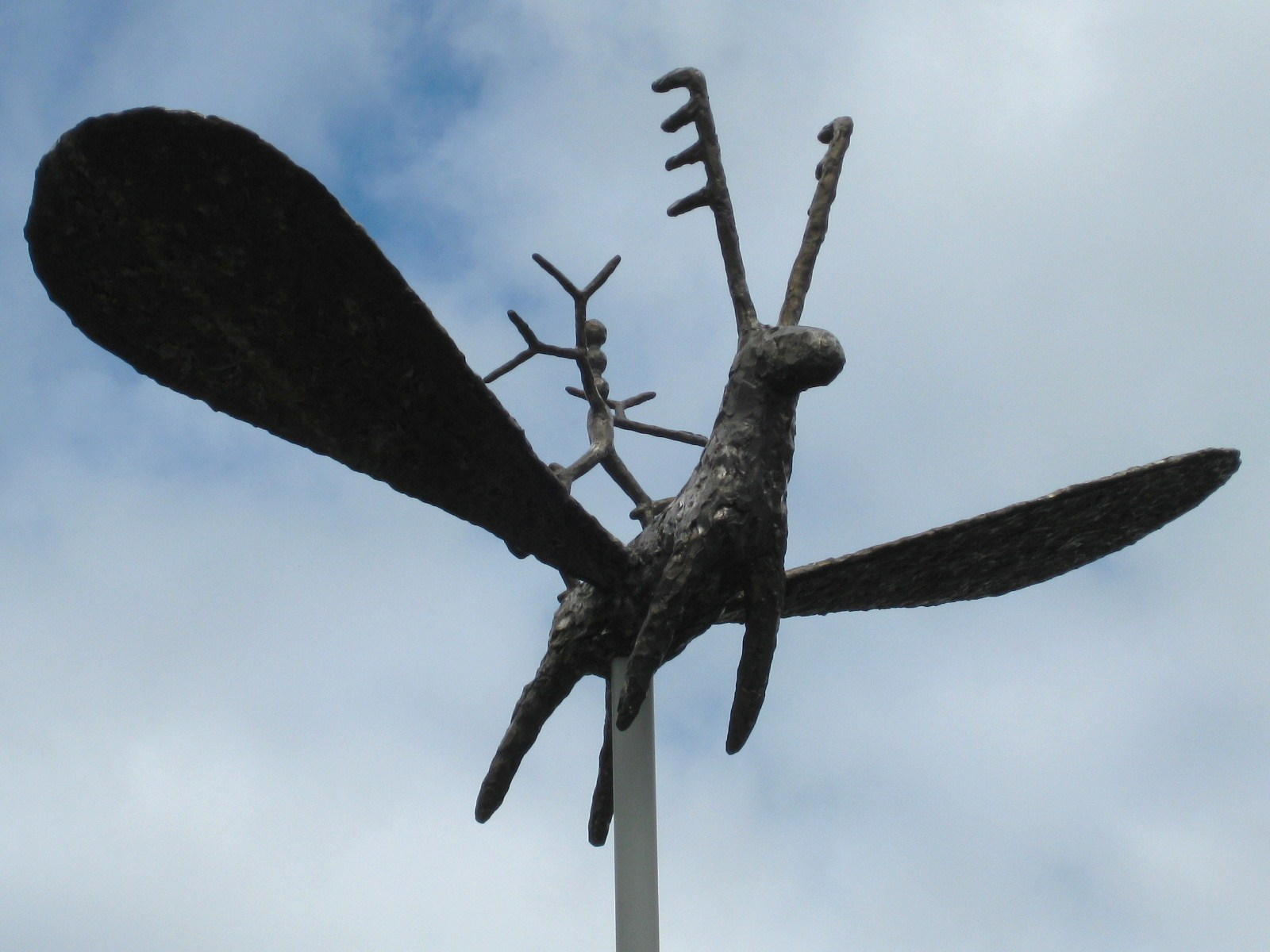
Vliegend hert in Amsterdam-Noord
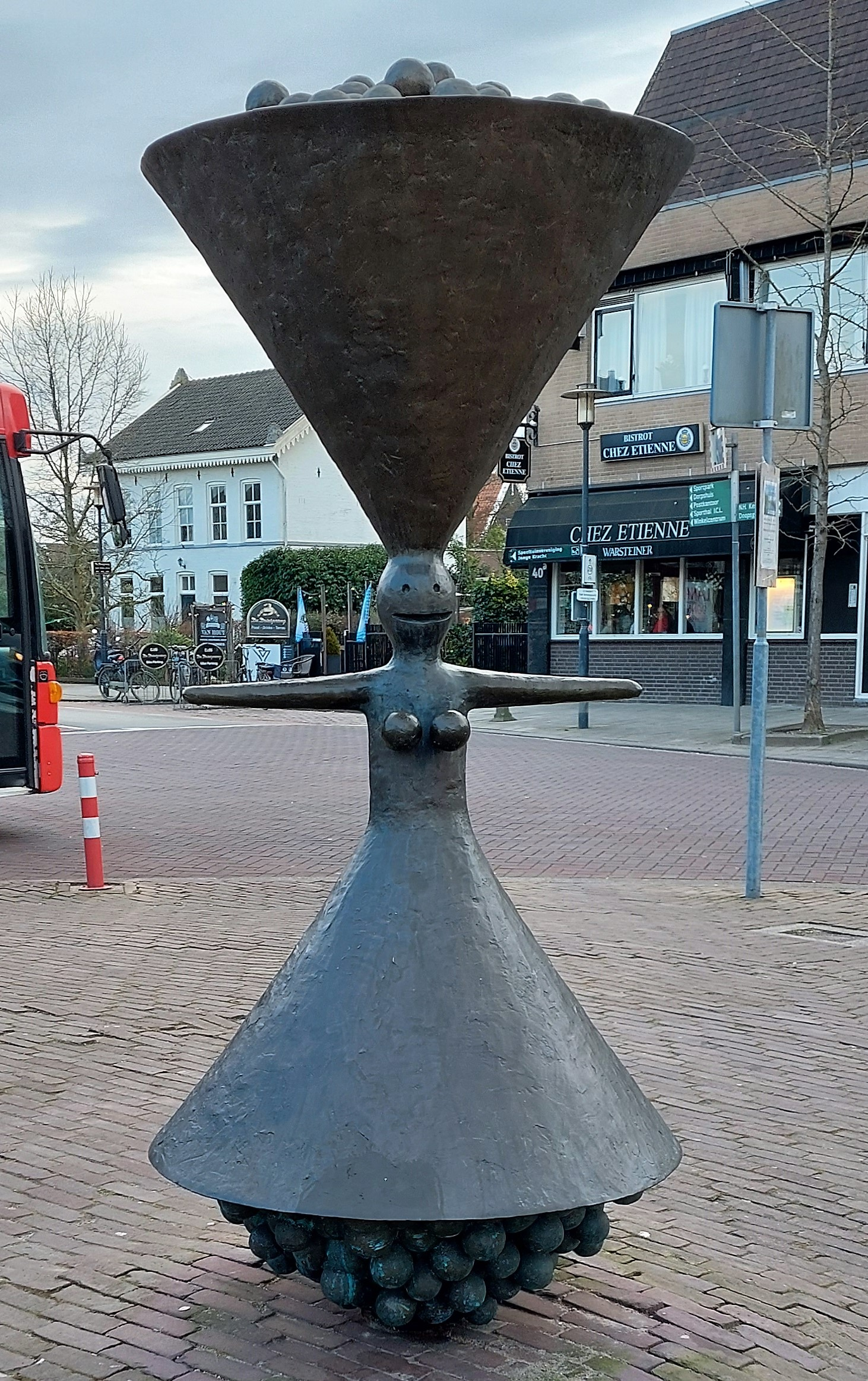
Verkleed Kleren in Landsmeer